# 荒砥町
荒砥町（あらとまち）は、かつて山形県西置賜郡にあった町。

## 沿革
- 1889年（明治22年）4月1日 - 町村制施行に伴い西置賜郡石那田村、馬場村、菖蒲村、下山村、佐野原村、大瀬村が合併し、荒砥村（あらとむら）が発足。
- 1890年（明治23年）12月3日 - 町制施行し荒砥町となる。
- 1954年（昭和29年）10月1日 - 西置賜郡蚕桑村、鮎貝村、十王村、白鷹村、東根村と合併し、白鷹町となり消滅。